# Лесница
Лесница (на сръбски: Лесница или Lesnica) е село в община Търговище, Пчински окръг, Сърбия.

## География
Селото се състои от две махали – Горна и Долна Лесница.

## История
В края на XIX век Лесница е село в Прешевска кааза на Османската империя. Според статистиката на Васил Кънчов („Македония. Етнография и статистика“) от 1900 година Горна Лешница е населявано от 100, а Долна Лешница - от 585 жители българи християни. Според патриаршеския митрополит Фирмилиан в 1902 година в Горна Лесница има 58, а в Долна Лесница 54 сръбски патриаршистки къщи. По данни на секретаря на Българската екзархия Димитър Мишев („La Macédoine et sa Population Chrétienne“) в 1905 година в Горна и Долна Лесница (Gorno-Dolno-Lesnitza) има 580 българи патриаршисти гъркомани.
В 2002 година в селото живеят 156 сърби и 3 други.
Църквата в селото е „Света Параскева“.

## Население
- 1948- 672
- 1953- 632
- 1961- 495
- 1971- 430
- 1981- 324
- 1991- 217
- 2002- 159